# Poudenx
Poudenx is een gemeente in het Franse departement Landes (regio Nouvelle-Aquitaine) en telt 196 inwoners (2005). De plaats maakt deel uit van het arrondissement Mont-de-Marsan.

## Geografie
De oppervlakte van Poudenx bedraagt 7,3 km², de bevolkingsdichtheid is 26,8 inwoners per km².
De onderstaande kaart toont de ligging van Poudenx met de belangrijkste infrastructuur en aangrenzende gemeenten.

## Demografie
Onderstaande figuur toont het verloop van het inwonertal (bron: INSEE-tellingen).